# Felicity Lott
Felicity Lott (Cheltenham, 8 de mayo de 1947) es una soprano británica.
Demostró su talento desde la niñez, habiendo empezado los estudios de piano a la edad de cinco años. También estudió violín y el canto a los doce años. Estudió francés y latín a la Universidad de Londres en los años 60. Durante una estancia en Francia asistió a clases de canto en el Conservatorio de Grenoble. 
Se graduó por la Royal Academy of Music, ganando el primer premio. Debutó el año 1975 con el papel de Pamina en La flauta mágica de Mozart en la Ópera Nacional Inglesa. 
Al año siguiente apareció en el estreno de We Come to the River, de Hans Werner Henze, en el Royal Opera House e inició su relación con el Festival de Glyndebourne.
También ha cantado opereta, como el papel protagonista de La viuda alegre de Franz Lehár en Glyndebourne, así como la Rosalinde de Die Fledermaus o los papeles protagónicos de La belle Hélène y La gran duquesa de Gerolstein de Jacques Offenbach. 
Se ha hecho una reputación internacional como cantante de concierto, colaborando con los mejores directores. Tiene una especial predilección por el repertorio de las "mélodies" francesas, los "lieder" alemanes y la canción inglesa, particularmente por la obra de Benjamin Britten. 
Fue miembro fundador de la Songmakers' Almanac. Su acompañante desde sus años de estudiante ha sido Graham Johnson, habiendo dado un gran número de conciertos los dos juntos. También ha dado conciertos con la mezzosoprano irlandesa Ann Murray, el barítono Thomas Allen y la mezzo austríaca Angelika Kirchschlager. 
Ha grabado el Requiem en re menor de Mozart con la Orquesta Filarmónica de Londres. 
Ha recibido muchas distinciones, entre las que cabe destacar la Legión de Honor de la República Francesa y fue elevada al rango de dama comendadora de la Orden del Imperio Británico el año 1996. 
En 2003 fue condecorada con el título de Bayerische Kammersängerin. 
Está casada con el actor Gabriel Woolf, tiene una hija (Emily, 1984).